# آق‌بند (زنگلان)
آغوپن (به ارمنی: Աղոպեն) آق‌بند (ترکی آذربایجانی: Ağbənd) یک منطقهٔ مسکونی در جمهوری آذربایجان است که در شهرستان زنگلان واقع شده است؛ در جمهوری آرتساخ است که در استان کاشاتاق واقع شده‌است. ۴۲۸ نفر جمعیت دارد.